# Fushimi
Fushimi (伏見天皇, Fushimi-tennō; 10 maggio 1265 – 8 ottobre 1317) è stato il 92º imperatore del Giappone secondo il tradizionale ordine di successione.

## Biografia
Il suo nome personale era Hirohito-shinnō (熈仁親王?, Hirohito-shinnō). Il suo regno durò dal 1287 sino al 1298. Nel 1290 subì un attentato organizzato dalla famiglia rivale, quella di Asawara Tameyori. Durante gli ultimi anni del suo operato come imperatore decise di scegliere la via del Governo del chiostro, ovvero di abdicare mantenendo inalterato il proprio potere.